# Vladimir Kristovskij
Vladimir Jevgenevič Kristovskij (Ruski: Владимир Евгеньевич Кристовский) (Nižnji Novgorod, 19. prosinca 1975.) ruski je glazbenik, glumac i lider ruske pop-rock grupe Uma2rmaH.

## Životopis
Od malena je bio privučen muzici, pjevajući u malim grupama. Nakon kraćeg prekida u pjevanju zbog slamanja glasa, s 20 godina se odlučuje za muzičku karijeru i počinje pjevati i skladati muziku po tekstovima svog brata Sergeja.
1998. sastavlja prvu, punk rock, grupu: Vid Sverhu (Вид Сверху). Snimili su nekoliko pjesama i poslali ih izdavačkim kućama, no one su ih odbile. Nakon još jedne demokasete, pobijedili su u novinskom natjecanju. Nakon toga su se razišli.
2003. sa svojim bratom Sergejem osniva grupu Uma2rmaH. Na početku su se trebali zvati Ne naševo mira (Не нашего мира), no preimenovali su se u čast Sergejeve najdraže glumice, Ume Thurman. Prve pjesme po kojima su postali poznati su "Praskovja" ("Прасковья") i "Uma Turman" ("Ума Турман").

## Osobni život
Ima ženu Valeriju i četvero djece.

## Filmografija

### Filmske uloge
- Svidanije (Свидание) (2010.) kao Dmitrij Gorin (Дмитрий Горин)
- Klub sčastja (Клуб счастья) (2010.) kao Koljan (Колян)
- O, sčastlivčik (О, счастливчик!) (2009.) kao Morfius (Морфиус)
- Semejka Ady (Семейка Ады) (2008.) kao Kumir (Кумир)
- Den vyborov (День выборов) (2007.)

### Televizijske uloge
- Krasnaja šapočka (Красная шапочка) (2009.)